# Лепуропеталон
Лепуропеталон (лат. Lepuropetalon) — монотипный род травянистых растений семейства Бересклетовые. Единственный вид рода — Лепуропеталон лопатчатый (лат. Lepuropetalon spathulata).

## Этимология названия
Название рода происходит от греческих слов lepuron — шелуха, скорлупа и petalon — лепесток; оно говорит об очень маленьких лепестках, напоминающих белые чешуйки между толстыми долями чашечки.

## Ареал
Распространён на юге-востоке Северной Америки, в Мексике и Чили, где он достигает 30º южной широты.

## Ботаническое описание
Цветки одиночные в пазухах прикорневых листьев, обоеполые. Чашелистиков и лепестков по пять. Тычинок — пять. Завязь нижняя, одногнёздная.
Плод — коробочка.